# William Duncombe (2e baron Feversham)
William Duncombe, 2e baron Feversham (14 janvier 1798 - 11 février 1867), est un pair britannique propriétaire d'un grand domaine dans le North Riding of Yorkshire. Il s'investit dans les affaires de la Royal Agricultural Society et est propriétaire d'un troupeau primé de bovins à cornes courtes. Il est député pour la circonscription de 1832 à 1841, après quoi il siège à la Chambre des lords, ayant succédé à son père. De 1826 à 1831, il est député ultra-conservateur. Il est le premier député à soutenir la campagne de Richard Oastler du Factory Act et lui apporte un soutien indéfectible pour le reste de sa vie.

## Jeunesse
Feversham est le fils aîné de Charles Duncombe (1er baron Feversham), et de Charlotte, fille de William Legge (2e comte de Dartmouth). Il est né à la maison de ville de la famille à Londres (leur siège de campagne est à Duncombe Park, juste à l'extérieur de Helmsley dans le North Riding). Il fait ses études à Eton et Christ Church, Oxford. En 1820, il devient cornette dans la cavalerie de Helmsley Yeomanry en 1821, il est juge de paix pour la circonscription du Nord en 1826, tout en vivant près de Doncaster. Il est le frère aîné d'Arthur Duncombe et Octavius Duncombe. 

## Vie publique

### Agriculteur
Il est l'un des principaux éleveurs et exposants de bovins à cornes courtes et les animaux du troupeau de Duncombe Park remportent des prix à Smithfield, au Royal Agricultural Show, et à l'Exposition internationale de Paris de 1855 bien qu'il en vienne à déplorer la prévalence des critères de jugement qui conduisent à des prix allant aux animaux qui ont été sur-engraissés, au détriment de leur santé et de celle de la race. Il est profondément impliqué avec la Royal Agricultural Society, dont il est président en 1863–1864 et avec le Smithfield Show Club (président en 1862) ainsi que les expositions agricoles locales et de comté. Son discours parlementaire final est (en 1866) une attaque contre l'insuffisance de la réponse du gouvernement à l'épidémie de peste bovine.

### Opinions politiques
Duncombe est un conservateur et s'oppose aux grandes causes libérales de son temps (émancipation catholique, réforme parlementaire, abolition des Corn Laws) mais il ne cherche pas à les renverser. Lorsque le duc de Wellington décide qu'il fallait concéder l'émancipation catholique, Duncombe reste opposé à toute mesure d'émancipation catholique; une fois la mesure adoptée, il accepte qu'elle est irréversible, mais reste non réconcilié avec ceux qui l'avaient accordée (un « ultra-conservateur »).

### Factory Reform
Duncombe prend rarement la parole au Parlement, sauf pour présenter des pétitions. Cependant, il apporte son soutien moral au mouvement de la Factory Reéform; lorsque Richard Oastler écrit aux députés en 1831 pour leur demander leur appui, Duncombe est le seul à répondre. Duncombe prend la parole lors de la grande réunion de York Factory Reform de 1832, malgré sa crainte que ses activités politiques passées entachent la cause. L'un de ses rares discours parlementaires est à la seconde lecture de la Loi sur l'usine de 1847 (la Dix- Hour Act) . Il parle en faveur d'un amendement «de bonne foi de dix heures» au projet de loi d'usines de 1850 (l'acte de compromis), et vote également pour inclure des «enfants» dans les dispositions du projet de loi. Une semaine avant sa mort, une lettre de lui offrant son soutien à l'agitation pour un loi de huit heures est lue par le président d'une réunion à Manchester. À la mort de Feversham en 1867, le Yorkshire Post note qu'Oastler a «constamment fait allusion au soutien indéfectible qu'il avait reçu de Lord Feversham pour lutter contre les opposants au projet de loi comme principal pilier et encouragement dans le travail qu'ils avaient entrepris».

### Opposition à la Commission du droit des pauvres
Comme Oastler, il s'oppose au Poor Law Amendment Act de 1834: il vote contre sa troisième lecture (mais il avait été absent de toutes les délibérations en comité). Débattant du projet de loi Whig Poor Law Amendment Bill de 1841 (destiné à prolonger la Poor Law Commission pendant cinq ans), il dénonce la loi de 1834: "C'était une mesure qui faisait de la pauvreté un crime; qui incarcéra des hommes qui n'étaient coupables d'aucun crime mais misère et détresse, dans les geôles et les cachots; qui coupaient les liens les plus chers de la nature humaine, les pères de leurs enfants, les maris de leurs femmes; et c'était une mesure dans sa croyance calculée plus que toute autre pour aliéner les sentiments de la les gens des lois et des institutions de leur pays, et pour ces raisons, il était déterminé à lui donner son opposition acharnée et sans compromis. " . Au cours de la phase suivante du projet de loi en commission, il vote à plusieurs reprises pour des amendements rendant les pouvoirs de la Commission sur les pauvres aux tuteurs locaux .

### Soutien à Richard Oastler
Son soutien à Oastler n'est pas seulement politique mais personnel. En 1838, il présente une pétition de Huddersfield soutenant le refus de ses magistrats d'appeler l'armée à réprimer les troubles anti-Poor Law dans lesquels Oastler a joué un rôle important. En 1840, il intervient dans un débat aux Communes pour obtenir le retrait d'une description d'Oastler comme un incendiaire par un ministre du gouvernement . Il rend visite à Oastler dans la prison des débiteurs, et est administrateur du Oastler Testimonial Fund (plus tard le Fonds de libération d'Oastler), et joue un rôle de premier plan dans la collecte de fonds pour obtenir la libération d'Oastler.

### Carrière en tant que député
En 1820, il se présente et est élu avec Charles Tennyson, député de Great Grimsby. Tennyson affirme que ses électeurs lui avaient représenté la nécessité pour les deux députés du siège d'avoir des vues similaires; accédant à leurs vœux, il choisit Duncombe comme colistier. Duncombe a admis n'avoir aucun lien antérieur avec la circonscription, mais a promis de promouvoir assidûment ses intérêts.
En 1825, Duncombe est appelé à se présenter aux élections en tant que «solide défenseur de la cause protestante» (opposant à l'Émancipation des catholiques) dans la prestigieuse circonscription de quatre-membres du comté du Yorkshire ,. Duncombe représente alors le Yorkshire, plutôt que Grimsby . Le jour des élections en juin 1826, seuls quatre candidats (deux whigs, deux conservateurs «sans papisme») se présentent, et donc tous (y compris Duncombe) sont élus sans opposition . L'émancipation catholique divise les conservateurs et les Ultras (dont Duncombe) retirent leur soutien du gouvernement. 
Aucun des anciens collègues de Duncombe ne se représente en 1830, mais encore une fois, il y eut trois autres candidats bénéficiant d'un soutien important (Brougham, un autre Whig et un tory partisan de Wellington). Contrairement à l'élection de 1826, ils ne sont pas immédiatement élus: cette fois un cinquième candidat se déclare et ayant reçu une poignée de suffrages à la fin du premier jour du scrutin, il se retire et le scrutin est clos le deuxième jour. Duncombe est troisième (derrière les deux candidats Whig) et les quatre candidats restants sont donc déclarés élus. Aux élections générales de 1831, Duncombe se présente, mais se retire avant le scrutin proprement dit, étant clair que les candidats réformistes prendraient les quatre sièges.
Dans le parlement réformé, il y avait des circonscriptions de comté distinctes de deux membres pour chacune des trois circonscriptions du Yorkshire. Duncombe se présente dans la circonscription nord du Yorkshire comme seul candidat conservateur. En décembre 1832, il gagne le scrutin devant deux réformistes en compétition; John Charles Ramsden (soutenu par les grands whig) un industriel de West Riding et ancien député whig du Yorkshire et Edward Stillingfleet Cayley, un indépendant aux sympathies libérales qui se présentait comme un ami des intérêts des petits agriculteurs : Cayley prend le deuxième siège. Lors de l'élection de janvier 1835, les deux députés en exercice se représentent ainsi qu'un second conservateur. Les deux députés sont réélus: lors d'une réunion de novembre 1835, ils conviennent que leur première préoccupation est de protéger les intérêts agricoles, indépendamment des labels des partis. Ils sont réélus sans opposition en 1837, et de nouveau en 1841 mais dix jours après la réélection de Duncome dans l'élection de 1841 son père meurt  et Duncombe prend son siège à la Chambre des lords : dans l'élection partielle qui suit, Octavius, le frère de Duncombe, est élu sans opposition.
De 1832 à 1881, lorsque le petit-fils de Feversham, le vicomte Helmsley, meurt, le North Riding élit toujours un Duncombe comme l'un de ses députés. Habituellement, l'autre député est un libéral; une élection partielle de 1862 qui donne brièvement à la circonscription deux députés conservateurs " .

## Mariage et enfants
Lord Feversham épouse, en 1823, Lady Louisa Stewart, la plus jeune fille de l'amiral George Stewart (8e comte de Galloway). Ils ont six enfants. Il est mort en février 1867, âgé de 69 ans, et est remplacé par son fils, William Ernest, qui est créé comte de Feversham l'année suivante. Lady Feversham est décédée en mars 1889.
- Jane (née en 1824) épouse en 1849 Lawrence Parsons, frère du comte de Rosse
- Albert (1826-1846) mort à Cowes de Tuberculose
- Gertrude (1827) épouse Francis Horatio Fitzroy, petit-fils d'Augustus FitzRoy (3e duc de Grafton)
- William Duncombe (1er comte de Feversham) (1829-1915)
- Hélène née en 1831, épouse en 1855 William Beckett-Denison
- L'hon. Cecil Duncombe (1832-1902), capitaine des 1st Life Guards, lieutenant adjoint et conseiller du comté pour le North Riding of Yorkshire et directeur du North Eastern Railway ; épouse Eleanor Jane Mills, fille de Charles Mills (1er baronnet).

Un monument classé Grade II à la mémoire de Lord Feversham se dresse au milieu de la place du marché de Helmsley, North Yorkshire. Le monument (par Sir George Gilbert Scott) aurait coûté 800 £ collectés par souscription publique; la statue qu'elle abrite coûte 600 £ et a été payée par la famille Duncombe .